# 卡龐特拉拱門

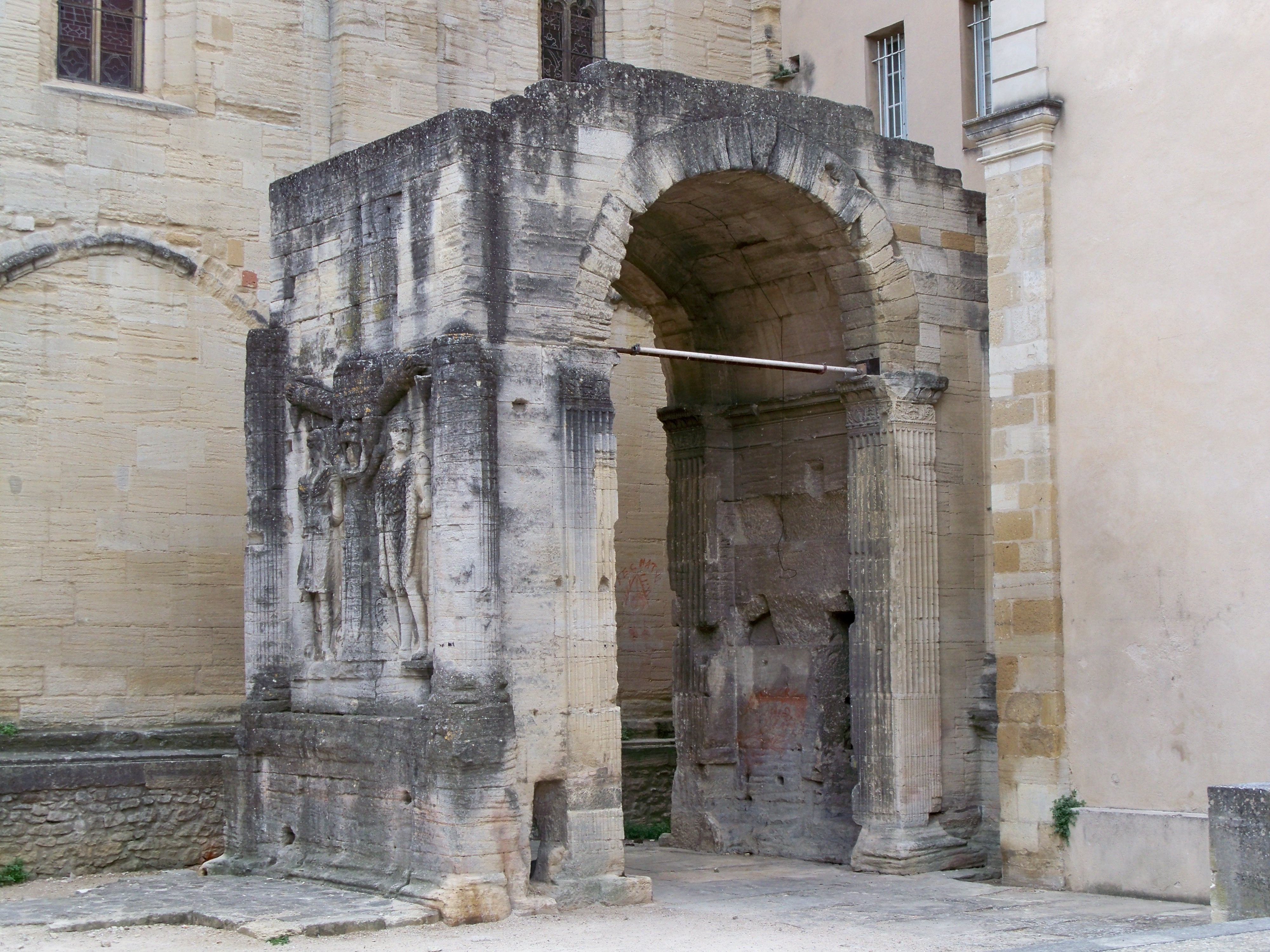
卡龐特拉拱門

卡龐特拉拱門是古羅馬於一世紀修建的拱門，位於法國南部沃克呂茲省城鎮卡龐特拉，1840年列入第一批法國歷史遺蹟。

## 外部連結
- Page on the Arch of Carpentras （页面存档备份，存于） on the Mérimée database on the website of French ministry of Culture.

44°03′16″N 5°02′51″E / 44.0544°N 5.0475°E